# Screen Actors Guild-díj a legjobb kaszkadőrgárdának (mozifilm)
A legjobb kaszkadőrgárda (mozifilm) kategóriában átadott Screen Actors Guild-díjat a 2008-ban megtartott 14. díjátadó óta adják át, értékelve a filmekben közreműködő kaszkadőrök munkáját.

## Győztesek és jelöltek
(MEGJEGYZÉS: Az Év oszlop az adott film szolgáló bemutatási évére utal, a tényleges díjátadó ceremóniát a következő évben rendezték meg.)

### 2000-es évek
| Év                                            | Magyar cím                                         | Eredeti cím                              |
| 2007 14. gála                                 |                                                    |                                          |
| --------------------------------------------- | -------------------------------------------------- | ---------------------------------------- |
| 2007 14. gála                                 | A Bourne-ultimátum                                 | The Bourne Ultimatum                     |
| 2007 14. gála                                 | 300                                                | 300                                      |
| 2007 14. gála                                 | A Karib-tenger kalózai: A világ végén              | Pirates of the Caribbean: At World's End |
| 2007 14. gála                                 | A királyság                                        | The Kingdom                              |
| 2007 14. gála                                 | Legenda vagyok                                     | I Am Legend                              |
| 2008 15. gála                                 |                                                    |                                          |
| A sötét lovag                                 | The Dark Knight                                    |                                          |
| Hellboy II. – Az aranyhadsereg                | Hellboy II: The Golden Army                        |                                          |
| Indiana Jones és a kristálykoponya királysága | Indiana Jones and the Kingdom of the Crystal Skull |                                          |
| A Vasember                                    | Iron Man                                           |                                          |
| Wanted                                        | Wanted                                             |                                          |
| 2009 16. gála                                 |                                                    |                                          |
| Star Trek                                     | Star Trek                                          |                                          |
| Közellenségek                                 | Public Enemies                                     |                                          |
| Transformers: A bukottak bosszúja             | Transformers: Revenge of the Fallen                |                                          |

### 2010-es évek
| Év                                  | Magyar cím                                    | Eredeti cím |
| 2010 17. gála                       |                                               |             |
| ----------------------------------- | --------------------------------------------- | ----------- |
| 2010 17. gála                       | Eredet                                        | Inception   |
| 2010 17. gála                       | Robin Hood                                    | Robin Hood  |
| 2010 17. gála                       | Zöld Zóna                                     | Green Zone  |
| 2011 18. gála                       |                                               |             |
| Harry Potter és a Halál ereklyéi 2. | Harry Potter and the Deathly Hallows – Part 2 |             |
| Cowboyok és űrlények                | Cowboys & Aliens                              |             |
| Sorsügynökség                       | The Adjustment Bureau                         |             |
| Transformers 3.                     | Transformers: Dark of the Moon                |             |
| X-Men: Az elsők                     | X-Men: First Class                            |             |
| 2012 19. gála                       |                                               |             |
| Skyfall                             | Skyfall                                       |             |
| A Bourne-hagyaték                   | The Bourne                                    |             |
| A csodálatos Pókember               | The Amazing Spider-Man                        |             |
| A nyomorultak                       | Les Misérables                                |             |
| A sötét lovag – Felemelkedés        | The Dark Knight Rises                         |             |
| 2013 20. gála                       |                                               |             |
| A túlélő                            | Lone Survivor                                 |             |
| Farkas                              | The Wolverine                                 |             |
| Hajsza a győzelemért                | Rush                                          |             |
| Halálos iramban 6.                  | Fast & Furious 6                              |             |
| Minden odavan                       | All Is Lost                                   |             |
| 2014 21. gála                       |                                               |             |
| Rendíthetetlen                      | Unbroken                                      |             |
| Harag                               | Fury                                          |             |
| A hobbit: Az öt sereg csatája       | The Hobbit: The Battle of the Five Armies     |             |
| A James Brown sztori                | Get on Up                                     |             |
| X-Men: Az eljövendő múlt napjai     | X-Men: Days of Future Past                    |             |
| 2015 22. gála                       |                                               |             |
| Mad Max – A harag útja              | Mad Max: Fury Road                            |             |
| Everest                             | Everest                                       |             |
| Halálos iramban 7.                  | Furious 7                                     |             |
| Jurassic World                      | Jurassic World                                |             |
| Mission: Impossible – Titkos nemzet | Mission: Impossible – Rogue Nation            |             |
| 2016 23. gála                       |                                               |             |
| A fegyvertelen katona               | Hacksaw Ridge                                 |             |
| Amerika Kapitány: Polgárháború      | Captain America: Civil War                    |             |
| Doctor Strange                      | Doctor Strange                                |             |
| Éjszakai ragadozók                  | Nocturnal Animals                             |             |
| Jason Bourne                        | Jason Bourne                                  |             |
| 2017 24. gála                       |                                               |             |
| Wonder Woman                        | Wonder Woman                                  |             |
| Dunkirk                             | Dunkirk                                       |             |
| Logan – Farkas                      | Logan                                         |             |
| A majmok bolygója: Háború           | War for the Planet of the Apes                |             |
| Nyomd, Bébi, nyomd                  | Baby Driver                                   |             |
| 2018 25. gála                       |                                               |             |
| Fekete Párduc                       | Black Panther                                 |             |
| Bosszúállók: Végtelen háború        | Avengers: Infinity War                        |             |
| Buster Scruggs balladája            | The Ballad of Buster Scruggs                  |             |
| A Hangya és a Darázs                | Ant-Man and the Wasp                          |             |
| Mission: Impossible – Utóhatás      | Mission: Impossible – Fallout                 |             |
| 2019 26. gála                       |                                               |             |
| Bosszúállók: Végjáték               | Avengers: Endgame                             |             |
| Az aszfalt királyai                 | Ford v Ferrari                                |             |
| Az ír                               | The Irishman                                  |             |
| Joker                               | Joker                                         |             |
| Volt egyszer egy Hollywood          | Once Upon a Time in Hollywood                 |             |

### 2020-as évek
| Év                                 | Magyar cím                                    | Eredeti cím                |
| 2020 27. gála                      |                                               |                            |
| ---------------------------------- | --------------------------------------------- | -------------------------- |
| 2020 27. gála                      | Wonder Woman 1984                             | Wonder Woman 1984          |
| 2020 27. gála                      | Az 5 bajtárs                                  | Da 5 Bloods                |
| 2020 27. gála                      | A chicagói 7-ek tárgyalása                    | The Trial of the Chicago 7 |
| 2020 27. gála                      | A kapitány küldetése                          | News of the World          |
| 2020 27. gála                      | Mulan                                         | Mulan                      |
| 2021 28. gála                      |                                               |                            |
| Nincs idő meghalni                 | No Time to Die                                |                            |
| Dűne                               | Dune                                          |                            |
| Fekete özvegy                      | Black Widow                                   |                            |
| Mátrix: Feltámadások               | The Matrix Resurrections                      |                            |
| Shang-Chi és a tíz gyűrű legendája | Shang-Chi and the Legend of the Ten Rings     |                            |
| 2022 29. gála                      |                                               |                            |
| Top Gun: Maverick                  | Top Gun: Maverick                             |                            |
| Avatar: A víz útja                 | Avatar: The Way of Water                      |                            |
| Batman                             | The Batman                                    |                            |
| Fekete Párduc 2.                   | Black Panther: Wakanda Forever                |                            |
| The Woman King – A harcos          | The Woman King                                |                            |
| 2023 30. gála                      |                                               |                            |
| Mission: Impossible – Leszámolás   | Mission: Impossible – Dead Reckoning Part One |                            |
| Barbie                             | Barbie                                        |                            |
| A galaxis őrzői: 3. rész           | Guardians of the Galaxy Vol. 3                |                            |
| Indiana Jones és a sors tárcsája   | Indiana Jones and the Dial of Destiny         |                            |
| John Wick: 4. felvonás             | John Wick: Chapter 4                          |                            |
| 2024 31. gála                      |                                               |                            |
| A kaszkadőr                        | The Fall Guy                                  |                            |
| Deadpool & Rozsomák                | Deadpool & Wolverine                          |                            |
| Dűne: Második rész                 | Dune: Part Two                                |                            |
| Gladiátor II.                      | Gladiator II                                  |                            |
| Wicked                             | Wicked                                        |                            |

## Fordítás
- Ez a szócikk részben vagy egészben  a   Screen Actors Guild Award for Outstanding Performance by a Stunt Ensemble in a Motion Picture című angol Wikipédia-szócikk fordításán alapul.  Az eredeti cikk szerkesztőit annak laptörténete sorolja fel. Ez a jelzés csupán a megfogalmazás eredetét és a szerzői jogokat jelzi, nem szolgál a cikkben szereplő információk forrásmegjelöléseként.